# Box of Scorpions
Albums de Scorpions
Bad for Good: The Very Best of Scorpions
(2002) The Platinum Collection
(2008)
L'album Box Of Scorpions est une compilation du groupe allemand de hard rock Scorpions sortie le 25 mai 2004.

## CD1 1 h 18 min 22 s
| No  | Titre                      | Paroles | Musique | Album            | Durée      |
| --- | -------------------------- | ------- | ------- | ---------------- | ---------- |
| 01. | I'm Going Mad              |         |         | Box Of Scorpions | 4 min 51 s |
| 02. | Speedy's Coming            |         |         | Box Of Scorpions | 3 min 33 s |
| 03. | Fly to the Rainbow         |         |         | Box Of Scorpions | 9 min 35 s |
| 04. | In Trance                  |         |         | Box Of Scorpions | 4 min 42 s |
| 05. | Pictured Life              |         |         | Box Of Scorpions | 3 min 23 s |
| 06. | Virgin Killer              |         |         | Box Of Scorpions | 3 min 42 s |
| 07. | Catch Your Train           |         |         | Box Of Scorpions | 3 min 34 s |
| 08. | Steamrock Fever            |         |         | Box Of Scorpions | 3 min 36 s |
| 09. | We´ll Burn The Sky         |         |         | Box Of Scorpions | 6 min 26 s |
| 10. | He´s A Woman - She´s A Man |         |         | Box Of Scorpions | 3 min 13 s |
| 11. | Backstage Queen            |         |         | Box Of Scorpions | 3 min 38 s |
| 12. | Top Of The Bill            |         |         | Box Of Scorpions | 6 min 46 s |
| 13. | Dark Lady                  |         |         | Box Of Scorpions | 3 min 39 s |
| 14. | Robot Man                  |         |         | Box Of Scorpions | 5 min 38 s |
| 15. | Loving You Sunday Morning  |         |         | Box Of Scorpions | 5 min 36 s |
| 16. | Holiday                    |         |         | Box Of Scorpions | 6 min 30 s |

## CD2 1 h 18 min 46 s
| No  | Titre                                         | Paroles | Musique | Album            | Durée      |
| --- | --------------------------------------------- | ------- | ------- | ---------------- | ---------- |
| 01. | Coast to Coast                                |         |         | Box Of Scorpions | 4 min 38 s |
| 02. | Lovedrive                                     |         |         | Box Of Scorpions | 4 min 47 s |
| 03. | Make it Real                                  |         |         | Box Of Scorpions | 3 min 49 s |
| 04. | Don't Make No Promises (Your Body Can't Keep) |         |         | Box Of Scorpions | 2 min 56 s |
| 05. | Twentieth Century Man                         |         |         | Box Of Scorpions | 3 min 00 s |
| 06. | The Zoo                                       |         |         | Box Of Scorpions | 5 min 28 s |
| 07. | Blackout                                      |         |         | Box Of Scorpions | 3 min 47 s |
| 08. | Can't Live Without You                        |         |         | Box Of Scorpions | 3 min 45 s |
| 09. | No One Like You                               |         |         | Box Of Scorpions | 3 min 56 s |
| 10. | Dynamite                                      |         |         | Box Of Scorpions | 4 min 12 s |
| 11. | Bad Boys Running Wild                         |         |         | Box Of Scorpions | 3 min 54 s |
| 12. | Rock You Like a Hurricane                     |         |         | Box Of Scorpions | 4 min 11 s |
| 13. | Coming Home                                   |         |         | Box Of Scorpions | 4 min 58 s |
| 14. | Big City Nights                               |         |         | Box Of Scorpions | 4 min 08 s |
| 15. | Still Loving You                              |         |         | Box Of Scorpions | 6 min 26 s |
| 16. | Another Piece of Meat                         |         |         | Box Of Scorpions | 3 min 39 s |
| 17. | Don't Stop at the Top                         |         |         | Box Of Scorpions | 4 min 03 s |
| 17. | Rhythm of Love                                |         |         | Box Of Scorpions | 3 min 48 s |
| 19. | I Can't Explain                               |         |         | Box Of Scorpions | 3 min 21 s |

## CD3 1 h 19 min 39 s
| No  | Titre                | Paroles | Musique | Album            | Durée      |
| --- | -------------------- | ------- | ------- | ---------------- | ---------- |
| 01. | Tease Me Please Me   |         |         | Box Of Scorpions | 4 min 43 s |
| 02. | Believe in Love      |         |         | Box Of Scorpions | 5 min 23 s |
| 03. | Don't Believe Her    |         |         | Box Of Scorpions | 4 min 54 s |
| 04. | Wind of Change       |         |         | Box Of Scorpions | 5 min 11 s |
| 05. | Send Me an Angel     |         |         | Box Of Scorpions | 4 min 32 s |
| 06. | Hit Between the Eyes |         |         | Box Of Scorpions | 4 min 32 s |
| 07. | Alien Nation         |         |         | Box Of Scorpions | 5 min 43 s |
| 08. | Under the Same Sun   |         |         | Box Of Scorpions | 4 min 52 s |
| 09. | Woman                |         |         | Box Of Scorpions | 5 min 55 s |
| 10. | Over the Top         |         |         | Box Of Scorpions | 4 min 24 s |
| 11. | Life Goes Around     |         |         | Box Of Scorpions | 3 min 41 s |
| 12. | You and I            |         |         | Box Of Scorpions | 6 min 31 s |
| 13. | Mysterious           |         |         | Box Of Scorpions | 5 min 28 s |
| 14. | Hurricane 2000       |         |         | Box Of Scorpions | 6 min 02 s |
| 15. | Cause I Love You     |         |         | Box Of Scorpions | 3 min 44 s |
| 16. | Bad for Good         |         |         | Box Of Scorpions | 4 min 04 s |

Source des titres et durées.